# هیئت مرگ

«کسانی که در زندان‌های سراسر کشور بر سر موضع نفاق خود پافشاری کرده و می‌کنند، محارب و محکوم به اعدام می‌باشند و تشخیص موضوع نیز در تهران با رای اکثریت آقایان حجه‌الاسلام نیری… (حاکم شرع) و جناب آقای اشراقی (دادستان تهران) و نماینده‌ای از وزارت اطلاعات می‌باشد…»

سید روح‌الله خمینی در نامه‌ای رسمی در سال ۱۳۶۷
اعضای کمیته‌ای که از سوی سید روح‌الله خمینی، رهبر پیشین جمهوری اسلامی به زندان‌ها فرستاده شده و باعث اعدام‌های دسته‌جمعی سال ۱۳۶۷ شدند، در میان زندانیان و خانواده آن‌ها به هیئت مرگ معروف هستند. بر پایهٔ آمار غیررسمی در تابستان ۱۳۶۷، این فتوا و حکم اعضای این هیئت، باعث اعدام هزاران نفر شد. سید ابراهیم رئیسی، معاون دادستان کل تهران، حسینعلی نیری، حاکم شرع، سید علیرضا آوایی، وزیر دادگستری، مصطفی پورمحمدی، نماینده وزارت اطلاعات و محمدحسین احمدی از اعضای اصلی هیئت مرگ بودند.
اوج اعدام‌ها در تابستان سال ۱۳۶۷ اتفاق افتاده است؛ با پایان جنگ ایران و عراق، در نبود رسانه‌های آزاد، خمینی با صدور فتوایی به مقامات نظام جمهوری اسلامی دستور داد تا با خشم و کینه انقلابی خود، تکلیف زندانیان عقیدتی و سیاسی را مشخص کنند. به گفتهٔ مدافعان حقوق بشر، هزاران زندانی محروم از حقوق انسانی در زندان‌های ایران اعدام شدند. در آن سال، گروهی از زندانیان که دوران محکومیت‌شان را سپری می‌کردند، در طی سه ماه به جوخه‌های اعدام سپرده شدند. بخش زیادی از اعدام‌شدگان اعضای سازمان مجاهدین خلق و باقی از اعضا و حامیان احزاب و سازمان‌های چپ و مارکسیستی بودند.

## موج دوم اعدام‌ها (اعدام اسلام‌ناباوران)
هیئت مرگ — با پرسش‌هایی مانند «آیا در خانواده‌ای بزرگ شده‌اید که پدر در آن نماز می‌خواند، روزه می‌گرفت و قرآن می‌خواند؟»، «آیا شما مسلمانید؟»، «آیا به خدا اعتقاد دارید؟»، «آیا به بهشت و جهنم معتقد هستید؟»، «آیا محمد را به‌عنوان خاتم انبیاء قبول دارید؟»، «آیا در ماه رمضان روزه می‌گیرید؟»، «آیا قرآن می‌خوانید؟»، «آیا هر روز نماز می‌خوانید؟» یا «آیا ترجیح می‌دهید با یک مسلمان هم‌بند شوید یا یک غیرمسلمان؟» — در دادگاه‌هایی بعضاً چند دقیقه‌ای، حکم اعدام بسیاری از فعالان سیاسی و چپ را صادر می‌کرد.

## آمران و عاملان
براساس فرمان خمینی در همه مراکز استان‌های ایران این کمیته‌ها که شامل حاکم شرع، دادستان و نماینده وزارت اطلاعات می‌شد تشکیل شد. بر اساس گزارش عفو بین‌الملل، سید ابراهیم رئیسی، معاون دادستان کل تهران، حسینعلی نیری، حاکم شرع، سید علیرضا آوایی، وزیر دادگستری، مصطفی پورمحمدی، نماینده وزارت اطلاعات و محمدحسین احمدی از اعضای اصلی هیئت مرگ بودند. اعضای اصلی هیئت مرگ همواره از عملکرد خود درقبال اعدام‌های سال ۱۳۶۷ دفاع می‌کنند.
در ۱۹ مرداد ۱۳۹۵، کانال تلگرامی حسینعلی منتظری، مرجع تقلید شیعه و قائم مقام خمینی، یک فایل صوتی از جلسه ۲۴ مرداد ۱۳۶۷ منتظری با حضور حسینعلی نیری، مرتضی اشراقی، مصطفی پورمحمدی و سید ابراهیم رئیسی را منتشر کرد که در این فایل، منتظری خطاب به آن‌ها می‌گوید: «بزرگ‌ترین جنایتی که در جمهوری اسلامی شده از اول انقلاب تا حالا به‌دست شما انجام شده است. در آینده جزو جنایتکاران تاریخ از شما یاد خواهد شد.»